# François Leullion de Thorigny
Pour les articles homonymes, voir Thorigny.
François Leullion de Thorigny est un homme politique français né le 8 décembre 1775 à Lyon (Rhône) et décédé le 10 avril 1845 à Bessenay (Rhône).
Propriétaire, maire de Bessenay, conseiller général, il est député du Rhône de 1841 à 1845, siégeant dans la majorité soutenant les ministères de la Monarchie de Juillet.

## Sources
- « Dictionnaire des parlementaires français de 1789 à 1889 (Adolphe Robert, Edgar Bourloton et Gaston Cougny) », sur gallica BNF (consulté le 4 janvier 2014)